# Телядовичи
Телядовичи (бел. Цялядавічы) — деревня в Копыльском районе Минской области Беларуси, в составе Бобовнянского сельсовета. Население 139 человек (2009).

## География
Телядовичи находятся в 6 км к северо-востоку от центра сельсовета, деревни Бобовня и в 15 км к северо-западу от райцентра, города Копыль. По окраинам деревни протекает небольшая река Скорица (приток Турьи) и её приток Гнилица. Через деревню проходит автодорога Бобовня — Узда.

## Достопримечательности
Деревянная Троицкая церковь. Построена в 1792 году как униатский храм на средства несвижского женского монастыря бенедиктинок, которому принадлежали Телядовичи. В 1868 году храм перестроен в православную церковь. С 1923 по 1930 год настоятелем храма Святой Троицы служил священник Валериан Новицкий, в январе 1930 года арестованный по обвинению в антиколхозной пропаганде и и через месяц расстрелянный; в 2000 году Валериан Новицкий прославлен Архиерейским собором Русской православной церкви в лике священномучеников.